# 김정림
김정림(金貞林)은 대한민국의 해금 연주가다.

## 방송
- KBS 국악대경연 (1999) - 대상

## 음반
- 국립국악원 (2000)
- 김정림 해금 독주곡 (2002)
- Happy Haegeum 꿈벗꽃길 (2007)

## 공연
- 성남시립국악단 - 사랑의 콘서트 (2011)
- 덕수궁 풍류 (2015)
- 지음 - 유파별 산조의 밤 (2015)

## 수상
- 제4회 서울국악대경연 피리대금해금부문 은상 (1993)
- 제6회 동아국악콩쿠르 피리대금해금부문 대상 (1990)

## 도서
- 해금교본(경기민요) (2011)
- 김정림 해금 창작곡 교본(이진구 작품집) (2011)
- 해금교본(서도민요) (2011)
- 김정림 해금 창작곡 교본 2 (2013)